# Criptoportico

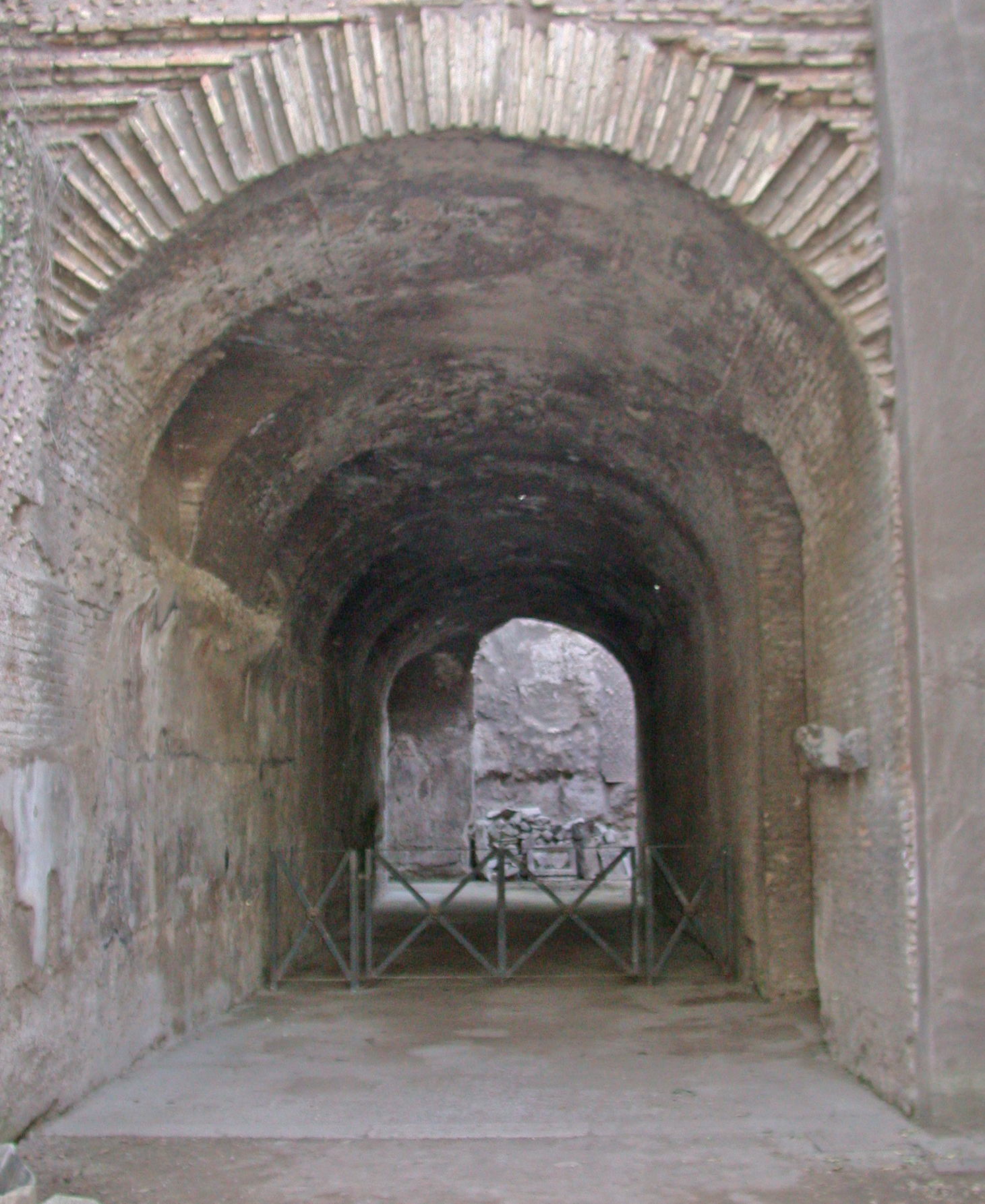
Il criptoportico dell'imperatore Nerone al Palatino (Roma).

Un criptoportico (dal greco criptos (nascosto) e dal latino porticus), nell'architettura dell'antica Roma, era un corridoio o una via di passaggio coperta. 
Il criptoportico può essere al livello del terreno, ma di solito è seminterrato, e supportava una struttura come un foro o una villa romana, nel quale caso fungeva da basis villae, come corridoio di servizio non esposto alla vista. 
È spesso ricoperto a volta e presenta delle aperture sia in funzione di illuminazione che per l'aerazione degli ambienti sotterranei. 
Negli scritti di Plinio il Giovane, il termine è usato come sinonimo di cripta.
Criptoportici forensi accessibili al pubblico si trovano ad esempio ad Aosta, Benevento, Arles, Reims, Bavay. Il criptoportico di Vicenza apparteneva ad una domus patrizia, mentre quello di Sessa Aurunca era collegato con il teatro. Anche la Villa di Domiziano (Castel Gandolfo) in provincia di Roma possiede un criptoportico.

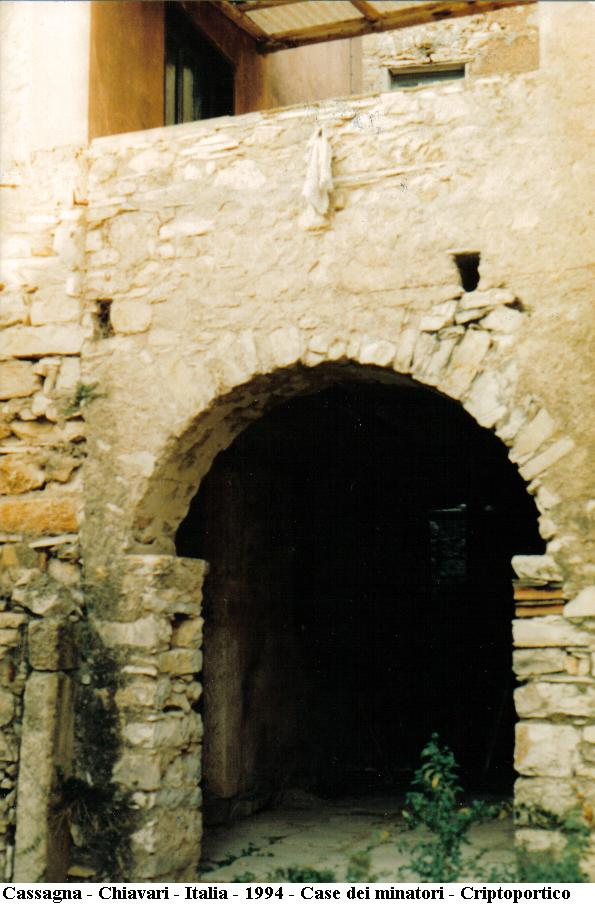
Il criptoportico di Cassagna, nel comune di Né, vicino a Chiavari, in provincia di Genova